# 10801 Люнебург
10801 Люнебург (10801 Luneburg) — астероїд головного поясу, відкритий 23 вересня 1992 року.
Тіссеранів параметр щодо Юпітера — 3,422.